# 萊克 (愛達荷州)
萊克（英語：Lake）是位於美國愛達荷州弗里蒙特縣的一個非建制地區。該地的面積和人口皆未知。

## 地理
萊克的座標為44°40′01″N 111°23′34″W / 44.66694°N 111.39278°W，而該地的平均海拔高度為1951米（即6532英尺）。